# Nikołaj Kolesnikow
Nikołaj Wasiliewicz Kolesnikow ros. Николай Васильевич Колесников (ur. 8 września 1953 w miejscowości Kargały w ówczesnym obwodzie tałdy-kurgańskim Kazachskiej SRR) – radziecki lekkoatleta sprinter, medalista olimpijski z Montrealu.
Rozpoczął karierę międzynarodową na uniwersjadzie w 1975 w Rzymie, gdzie zwyciężył w sztafecie 4 × 100 metrów oraz zajął 4. miejsce w biegu na 100 metrów. Zajął 4. miejsce w biegu na 60 metrów na halowych mistrzostwach Europy w 1976 w Monachium. Wystąpił na igrzyskach olimpijskich w 1976 w Montrealu, gdzie zdobył brązowy medal w sztafecie 4 × 100 metrów (sztafeta radziecka biegła w składzie: Aleksandr Aksinin, Kolesnikow, Juris Silovs i Wałerij Borzow). Indywidualnie odpadł w półfinale biegu na 200 metrów. Ponownie zdobył złoty medal w sztafecie 4 × 100 metrów oraz zajął 4. miejsce w biegu na 100 metrów na uniwersjadzie w 1977 w Sofii.
Na halowych mistrzostwach Europy w 1978 w Mediolanie zwyciężył w biegu na 60 metrów, wyprzedzając Patyra Petrowa z Bułgarii i Aleksandra Aksinina. Na mistrzostwach Europy w 1978 w Pradze zdobył brązowy medal w sztafecie 4 × 100 metrów (w składzie: Siergiej Władimircew, Kolesnikow, Aksinin i Wołodymyr Ihnatenko). Zajął również 7. miejsce w finale biegu na 100 metrów. Na halowych mistrzostwach Europy w 1979 w Wiedniu nie ukończył finałowego biegu na 60 metrów, a na halowych mistrzostwach Europy w 1980 w Sindelfingen zajął na tym dystansie 4. miejsce.
Kolesnikow był mistrzem ZSRR w biegu na 100 metrów w 1979 i w sztafecie 4 × 100 metrów w 1980 oraz brązowym medalistą w 1975 w biegu na 100 metrów i w sztafecie 4 × 100 metrów. Był halowym mistrzem ZSRR w biegu na 60 metrów w latach 1977-1977 oraz na 100 metrów w 1978.

## Rekordy życiowe
- bieg na 60 metrów (hala) – 6,62 s (1 marca 1980, Sindelfingen)
- bieg na 100 metrów – 10,21 s (22 maja 1976, Kijów)
- bieg na 200 metrów – 20,96 s (28 lipca 1977, Moskwa)